# Anilios australis
Espèce
Synonymes
- Typhlops australis Gray, 1845
- Austrotyphlops australis (Gray, 1845)
- Ramphotyphlops australis (Gray, 1845)
- Onychocephalus verticalis Smith, 1846
- Typhlops verticalis (Smith, 1846)
- Typhlops preissi Jan in Jan & Sordelli, 1860
- Onychocephalus macrurus Peters, 1860

Anilios australis est une espèce de serpents de la famille des Typhlopidae. 

## Répartition
Cette espèce est endémique d'Australie. Elle se rencontre en Nouvelle-Galles du Sud, au Victoria, en Australie-Méridionale, dans le Territoire du Nord et en Australie-Occidentale.

## Publication originale
- Gray, 1845 : Catalogue of the specimens of lizards in the collection of the British Museum, p. 1-289 (texte intégral).